# 采布里夫
49°37′58″N 25°24′48″E / 49.63278°N 25.41333°E
采布里夫（羅馬化：Tsebriv）是位於烏克蘭西部特諾皮爾州特諾皮爾區的村莊，始建於1546年，面積2.96平方公里，2001年人口716，人口密度每平方公里241.7人。